# Barry Stewart
Barry Stewart (* 4. Februar 1988 in Shelbyville, Tennessee) ist ein US-amerikanischer Basketballspieler. Stewart spielte nach dem Studium in seinem Heimatland als Profi zunächst drei Spielzeiten in der deutschen Basketball-Bundesliga für die beiden Klubs TBB Trier und LTi Gießen 46ers und drei Spielzeiten in der belgischen Ethias League für die beiden Klubs Antwerp Giants und Limburg United. Seit der Basketball-Bundesliga 2016/17 spielt Stewart erneut in Deutschland für die Walter Tigers Tübingen.

## Karriere
Stewart wechselte 2006 aus seiner Heimat in Tennessee zum Studium an die Mississippi State University in den südlich benachbarten Bundesstaat, wo er für die Hochschulmannschaft Bulldogs in der Southeastern Conference (SEC) der NCAA spielte. Nach einer Zweitrundenniederlagen gegen den späteren Finalisten University of Memphis Tigers in der landesweiten Endrunde der NCAA 2008 gewann man ein Jahr später 2009 das Meisterschaftsturnier der SEC, verlor aber diesmal bereits in der ersten Runde beim NCAA-Meisterschaftsendturnier. 2010 zog man als Titelverteidiger erneut in das Finalspiel der SEC ein, das aber nach Verlängerung gegen die Wildcats der University of Kentucky um den späteren „Top-Draft-Pick“ John Wall verloren ging. Man hatte jedoch keine Einladung zur landesweiten Endrunde der NCAA bekommen und war anschließend nur Ausrichter einer Vorrunde des National Invitation Tournament.
Stewart bekam nach Studienende keinen lukrativen Profivertrag in seiner Heimat und begann daher seine Profikarriere in der deutschen Basketball-Bundesliga beim TBB aus Trier. Unter dem neuen Cheftrainer Henrik Rödl war die Mannschaft komplett umgebaut und verjüngt worden. Ziemlich überraschend verpasste man am Ende der Basketball-Bundesliga 2010/11 nur knapp den Einzug in die Play-offs um die Meisterschaft. Für die darauffolgende Basketball-Bundesliga 2011/12 wechselte Stewart zum Ligakonkurrenten Gießen 46ers, der jedoch die Spielzeit als Tabellenvorletzter auf einem Abstiegsplatz beendete. Während Gießen nur durch den Erwerb einer „Wild Card“ den Klassenerhalt sichern konnte, kehrte Stewart für die darauffolgende Basketball-Bundesliga 2012/13 nach Trier zurück. Doch die Trierer verpassten wiederum den Einzug in die Play-offs und Stewart verließ den Verein erneut nach nur einer Saison. 
In der Saison 2013/14 spielte Stewart in der belgischen Ethias League für die Giants aus Antwerpen, mit denen er im europäischen Vereinswettbewerb EuroChallenge 2013/14 die zweite Gruppenphase der 16 besten Mannschaften erreichte. Trotz eines Heimsiegs gegen die ansonsten in der Gruppe ungeschlagenen Tartu Rock schied man nach zwei Niederlagen gegen den russischen Konkurrenten Krasnye Krylja Samara aus. In der nationalen Liga reichte es mit einer praktisch ausgeglichenen Saisonbilanz nur zum sechsten Hauptrunden- und letzten Play-off-Platz, doch in der Viertelfinalserie um die Meisterschaft besiegte man überraschend den früheren Serienmeister Spirou BC Charleroi. In der Halbfinalserie blieb man dann gegen Titelverteidiger Telenet Oostende ohne einen Sieg. Für die folgende Saison wechselte Stewart zum Liganeuling Limburg United aus Hasselt, der der geschlossenen professionellen Spielklasse als elfter Verein beigetreten war. Die Mannschaft erreichte in ihrer Premierensaison wie auch in der darauffolgenden Saison auf dem vierten Platz die Play-offs um die Meisterschaft. Nachdem man bei der Play-off-Premiere 2015 im Viertelfinale gleich an Spirou Charleroi gescheitert war, erreichte die Mannschaft nach einem Erfolg über Stewarts ehemalige Antwerpener Mannschaft 2016 das Halbfinale, in dem man nur knapp nach zwei eigenen Siegen in fünf Spielen am Titelverteidiger aus Ostende scheiterte.
Für die Basketball-Bundesliga 2016/17 kehrte Stewart nach Deutschland zurück und wurde wie sein Mannschaftskamerad Stanton Kidd von den Walter Tigers aus Tübingen unter Vertrag genommen, für die zuvor bereits sein früherer Limburger Mannschaftskamerad Jesse Sanders gespielt hatte.